# Starbreeze Studios
Starbreeze Studios AB es un desarrollador y distribuidora de videojuegos sueco con sede en Estocolmo. Los juegos notables desarrollados incluyen The Chronicles of Riddick: Escape from Butcher Bay, Payday 2 y Brothers: A Tale of Two Sons. Fundada por miembros del grupo de demostración Triton, la empresa se fusionó con O3 Games en 2002, conservando el nombre de Starbreeze. La compañía produjo títulos que incluyen Enclave y Knights of the Temple: Infernal Crusade. A principios de la década de 2000, las cancelaciones de sus proyectos debido a conflictos con los editores y una adquisición fallida llevaron a una grave crisis financiera, lo que resultó en despidos de personal durante el desarrollo del cuarto juego de Starbreeze, The Chronicles of Riddick: Escape from Butcher Bay. Este juego recibió elogios de la crítica y ayudó a Starbreeze a establecer una reputación por producir un buen juego con licencia. La compañía trabajó en The Darkness, cuyas ventas se consideraron satisfactorias.
Starbreeze se asoció con Electronic Arts para desarrollar un reinicio de la serie Syndicate, pero terminó siendo un fracaso comercial y muchos miembros del personal se trasladaron a la empresa rival MachineGames, establecida por los fundadores de Starbreeze. Como resultado, la compañía cambió parte de su enfoque hacia el desarrollo de juegos más pequeños, como Brothers: A Tale of Two Sons . Starbreeze comenzó a expandir la empresa en 2012 con la adquisición de Overkill Software. El primer título de Overkill tras la adquisición, Payday 2, ayudó a Starbreeze a obtener una ganancia récord después de sufrir una pérdida acumulada de $14,4 millones desde su creación. En 2015, la compañía anunció que comenzaría a publicar videojuegos de desarrolladores independientes y que había comenzado el desarrollo de un casco de realidad virtual llamado Project Star VR.
Starbreeze había adquirido una licencia para desarrollar Overkill's The Walking Dead de Skybound Entertainment, pero el proyecto cayó en un infierno de desarrollo y, una vez lanzado en 2018, tuvo malas críticas y pocas ventas; el título finalmente se retiró y Skybound revocó la licencia de Starbreeze. Habiendo esperado un beneficio financiero de este juego, Starbreeze pasó un año reestructurándose desde diciembre de 2018 hasta diciembre de 2019 para recuperar la posición financiera, pero tuvo que vender muchos de sus acuerdos de publicación y otros pasos para poder seguir adelante.

## Historia

### Fundación y fusión (1998-2002)
Starbreeze Studios fue fundado por el programador sueco Magnus Högdahl. Högdahl fue un exmiembro del grupo de demoscene de PC Triton, y se especializó en hacer demostraciones de tecnología. Decidió formar Starbreeze después de que su proyecto, un videojuego de rol de acción llamado Into the Shadows , fuera cancelado. Luego decidió fundar su propio estudio y comenzó a crear su propio motor de videojuego. Reclutó activamente personal entre sus conocidos y el estudio se estableció en 1998 en Härnösand, Suecia.
Högdahl, que se desempeñó como director y líder tecnológico de la empresa, fue responsable de crear un nuevo motor de juego para juegos futuros y de buscar editores dispuestos a ayudar a publicar sus juegos. En ese momento, la compañía tenía solo alrededor de cinco empleados, y había creado un prototipo para un videojuego y lo presentó a los editores en el E3 de 1998. Gremlin Interactive acordó publicar el juego y el trato se cerró a finales de 1998. La empresa creció hasta tener aproximadamente once empleados. El videojuego era un rol de acción en primera persona llamado Sorcery. Con un escenario de alta fantasía, el juego presentaba gráficos 3D y su jugabilidad eran similares a las de Diablo y Quake. Sin embargo, Gremlin Interactive fue adquirida por Infogrames en 2000 y la asociación con Starbreeze se disolvió, lo que resultó en la cancelación del juego.
O3 Games fue fundado por Lars Johansson, quien también estuvo activo en la demoscene. Su primer juego fue The Outforce, un videojuego espacial de estrategia en tiempo real que se lanzó en el año 2000 y que posteriormente se convirtió en un éxito para la empresa. O3 necesitaba expandirse para poder continuar con el desarrollo de videojuegos. Después de la cancelación de Sorcery , Starbreeze tuvo dificultades financieras. Al no poder sostenerse financieramente, Starbreeze necesitaba fusionarse con otro desarrollador para continuar en el negocio. Las dos empresas discutieron una fusión en Upsala y se fusionaron poco después, conservando el nombre Starbreeze Studios.

### Posterior a la fusión (2002-2009)
Después de la fusión, la compañía comenzó a trabajar en Enclave, un videojuego de fantasía medieval, solo multijugador, inspirado en Team Fortress. El juego también se convirtió en el primer proyecto de la compañía con atractivo internacional, lo que permitió a Starbreeze asociarse con varios editores, incluidos Swing Entertainment, Conspiracy Entertainment y Vivendi.[7] Sin embargo, Swing Entertainment se enfrentó a la bancarrota en ese momento y decidió convertir el juego en un videojuego de acción y aventura para un solo jugador con el objetivo de lanzarlo al mercado lo antes posible.[3] El juego se lanzó en 2002 y Starbreeze tuvo que despedir personal después de su lanzamiento.[6] Enclave II también estaba en desarrollo. Se dijo que la secuela presentaba una historia más elaborada, 28 mapas diferentes, 10 personajes jugables y un sistema de lucha mejorado.[8] Sin embargo, estas características se eliminaron cuando Starbreeze tuvo problemas legales con el editor, lo que resultó en la cancelación del juego.[3] Otro juego, Knights of the Temple: Infernal Crusade, se lanzó con éxito con la ayuda del editor TDK Mediactive. Sin embargo, su secuela se cambió a otro desarrollador.[3] Starbreeze intentó adquirir otro estudio, Rock Solid Games, pero el acuerdo entre ambos fracasó y trajo problemas financieros a ambas empresas.[6]

La empresa se estaba cerrando a nuestro alrededor. Esto es algo de lo que no estoy muy orgulloso, pero [el equipo de Riddick] en realidad nos separó del resto de la empresa. Nos mudamos al tercer piso... sabíamos que la gente estaban siendo despedidos arriba y todo. Pero simplemente cerramos las puertas, no hablamos de eso, y nos mantuvimos enfocados en terminar el juego.
Jens Andersson, diseñador principal de The Chronicles of Riddick: Escape from Butcher Bay

Otro proyecto en el que Starbreeze estaba trabajando en ese momento era The Chronicles of Riddick: Escape from Butcher Bay. Ambientado en el universo cinematográfico de The Chronicles of Riddick, el juego fue publicado por Vivendi. El equipo se inspiró en películas como Escape from Alcatraz y videojuegos como GoldenEye 007 y la serie Tom Clancy's Splinter Cell. Sin embargo, la empresa se estaba reduciendo debido a sus problemas financieros y el número de empleados se redujo de 80 a 25, y todo el equipo de desarrollo se alejó del piso principal de Starbreeze para evitar que se viera afectado por la baja moral y para permitirle concentrarse. sobre el desarrollo del juego. El juego disfrutó de un ciclo de desarrollo de 18 meses, que fue significativamente más largo que los juegos típicos con licencia. También se estaba desarrollando una versión del juego para PlayStation 2, pero finalmente se canceló cuando el entonces jefe de la división de publicaciones de Vivendi, Michael Pole, ordenó su cancelación para "dejar su huella". Universal Motion Pictures intervino y se quedó con la versión de Xbox del juego. Escape de la bahía del carnicerorecibió elogios de la crítica tras su lanzamiento, y muchos críticos lo consideraron uno de los mejores juegos con licencia jamás creados. Su elemento de juego, que incluye la mecánica de resolución de acertijos, el segmento de sigilo y sus imágenes adelantadas a su tiempo, también recibió elogios de los críticos. A pesar de recibir elogios de la crítica, no fue un éxito comercial para Starbreeze.
Después del lanzamiento de Escape from Butcher Bay, Starbreeze nuevamente encontró dificultades financieras después de no haber recibido un pago significativo de regalías de Vivendi. Vendió parte de su departamento de captura de movimiento y animación a una empresa británica, Centroid. Sin embargo, el juego ayudó a establecer la reputación de Starbreeze como un estudio capaz de hacer buenos títulos con licencia. Con la ayuda de Union Entertainment, una empresa intermediaria, Starbreeze firmó un acuerdo con Majesco Entertainment para un nuevo título ambientado en el universo The Darkness propiedad de Top Cow Comics el 16 de julio de 2004. A mitad del desarrollo del juego, Majesco se sometió a una reestructuración debido a dificultades financieras, cambió su enfoque y abandonó el juego. 2K Games intensificó y adquirió los derechos de publicación. 2K amplió el ciclo de desarrollo del juego y le pidió a Starbreeze que desarrollara un modo multijugador para el juego. The Darkness se lanzó en 2007. Le fue peor de lo que el equipo esperaba críticamente, pero su desempeño comercial fue satisfactorio, vendiendo más de 1 millón de copias en todo el mundo.
Después de trabajar en dos juegos con licencia diferentes, el equipo tenía la intención de desarrollar sus propios videojuegos. Se inició un juego llamado Kano , que involucraba la lectura de la mente, pero nunca se completó. Después del lanzamiento de The Darkness, la compañía firmó un contrato de dos proyectos con Vivendi. Uno de los juegos era una nueva propiedad conocida como Polaris . El juego estaba ambientado en un entorno posapocalíptico. Los jugadores tenían la tarea de superar tormentas de nieve y derrotar a terroristas y monstruos en cooperación con otros jugadores. Vivendi no estaba convencido de que el juego tuviera éxito y ajustó el contrato a una nueva versión de Escape from Butcher Bay, The Chronicles of Riddick: Assault on Dark Athena. Vivendi originalmente nombró el videojuego Riddick 2, pero Starbreeze no estuvo de acuerdo y afirmó que el nombre aumentaría las expectativas entre los jugadores de que la nueva versión podría no cumplir. La subsidiaria de Vivendi, Sierra Entertainment, estaba lista para publicar el videojuego. Después de la fusión entre Activision y Vivendi, la nueva compañía comenzó a simplificar Vivendi y puso a la venta el juego, junto con Brütal Legend y Ghostbusters: The Video Game. Atari finalmente adquirió los derechos de publicación y el juego fue lanzado en 2009.

### Syndicate,Payday 2yBrothers(2010–2016)
Starbreeze luego se asoció con Electronic Arts para dos juegos diferentes, uno se conocía como Project Redlime, mientras que el otro era un videojuego de acción y aventuras ambientado en el universo de Bourne. El juego de Bourne fue cancelado como resultado directo de que Matt Damon y el director Paul Greengrass no participaron en la cuarta película de Bourne. Project Redlime tenía una escala mayor que el juego Bourne . Se decía que era una reinvención de una de las franquicias de Electronic Arts. La empresa pasó de ser una empresa orientada a la tecnología a centrarse más en la mecánica de juego central de su nuevo proyecto. Syndicate se anunció en septiembre de 2011. El juego sufrió un desarrollo problemático, con Starbreeze reelaborando completamente el juego un año después de su desarrollo inicial. También hubo muchas diferencias creativas entre el desarrollador y el editor, y las dos empresas sufrieron una relación inarmónica. Durante el desarrollo del juego, siete miembros senior de la compañía, incluido Högdahl, se fueron para formar su propio estudio más pequeño. Algunos de ellos formaron MachineGames para trabajar en sus propios juegos originales. Con un presupuesto inferior al de otros típicos videojuegos AAA, Syndicate recibió críticas promedio y fue un fracaso comercial. Grefberg dejó la empresa después de la finalización del juego, y 25 empleados fueron despedidos.
Muchos empleados dejaron Starbreeze cuando MachineGames los contrató. Luego, el director ejecutivo Johan Kristiansson también renunció y fue reemplazado por Mikael Nemark. Nemark llevó el estudio en una nueva dirección. Además de centrarse en los videojuegos AAA, también asignaría recursos para desarrollar juegos descargables más pequeños con el fin de ampliar la cartera de la empresa. Estos nuevos juegos ya no utilizarían el motor creado por Högdahl. En 2011, Starbreeze anunció que se asociaría con Epic Games para usar su motor, Unreal Engine, para sus primeros títulos pequeños. En 2012, Starbreeze anunció Cold Mercury, un free-to-play y un proyecto con nombre en código P13. Antes de eso, Josef Fares, un galardonado director sueco, había presentado sin éxito ideas de juegos a varios desarrolladores suecos. Starbreeze necesitaba propiedades nuevas y originales y aceptó el argumento de Fares. P13 más tarde se convirtió en Brothers: A Tale of Two Sons. Centrándose en crear una experiencia emocional y "personal", Starbreeze se asoció con el editor 505 Games para publicar el juego. Fue lanzado en 2013 con gran éxito de crítica y recibió numerosos premios y reconocimientos. Los derechos de propiedad intelectual de Brothers fueron adquiridos posteriormente por 505 Games en 2015. Tras el éxito de Brothers, Fares anunció que había establecido un nuevo estudio llamado Hazelight y está trabajando en un proyecto con Electronic Arts.
En 2012, Starbreeze también anunció que había adquirido Overkill Software, el desarrollador de Payday: The Heist, otorgándoles los derechos de toda la tecnología patentada y las propiedades intelectuales de Overkill. En ese momento, Overkill estaba trabajando en la secuela, Payday 2, un videojuego que estaba configurado para "ampliar la plantilla de Payday". Aunque oficialmente, Starbreeze se convirtió en la empresa matriz de Overkill, las personas cercanas a la situación, hablando con Eurogamer, declaró que fue más que los inversores de Overkill, que incluyen a los fundadores de Overkill, los hermanos Bo y Ulf Andersson, se convirtieron en los accionistas mayoritarios de Starbreeze; este trato se había hecho para ayudar a infundir efectivo tanto en el Starbreeze en apuros como para proporcionar fondos a Overkill para continuar con Payday 2. Payday 2 fue un gran éxito comercial y fue rentable solo con las ventas de pedidos anticipados. Payday 2 también se convirtió en el juego más vendido de Starbreeze de todos los tiempos y ayudó a la compañía a obtener una ganancia récord por primera vez después de sufrir una pérdida acumulada de $14,4 millones entre 1998 y junio de 2013. El éxito del juego también llevó al editor 505 Games a invertir $5 millones en Starbreeze en marzo de 2015 para continuar mejorando y desarrollando contenido adicional para Payday 2 durante veinte meses. El juego fue portado a PlayStation 4 y Xbox One bajo el título Payday 2: Crimewave Edition. Starbreeze trasladó sus oficinas de Upsala a las oficinas de Overkill en Estocolmo, y Bo Andersson fue nombrado director general de Starbreeze en 2013 tras la adquisición de Overkill.

### Debut como editor y adquisiciones (2014-2017)
A partir de 2014, Starbreeze comenzó a ampliar su negocio como editor. El 25 de septiembre de 2014, Starbreeze Studios anunció que había adquirido un estudio con sede en Los Ángeles llamado Geminose por $ 7 millones. El estudio está trabajando actualmente en un juego de juguetes a la vida. También anunció que había obtenido la licencia para que Overkill hiciera Overkill's The Walking Dead (OTWD), un juego ambientado en el universo de The Walking Dead usando los conceptos de juego de Payday , con un lanzamiento previsto para 2016. En mayo de 2015, Starbreeze anunció que la compañía comenzaría a publicar videojuegos de desarrolladores independientes. El primer título independiente publicado por Starbreeze esRaid: World War II , un próximo juego de disparos de la Segunda Guerra Mundial para cuatro jugadores, desarrollado por Lion Game Lion. Durante el E3 de 2015, Starbreeze Studios anunció Project StarVR, un casco de realidad virtual (VR), que actualmente está siendo desarrollado por InfinitEye, una empresa adquirida por Starbreeze. También se asociaron con IMAX con la creación de "centros de experiencia" IMAX VR. La compañía también adquirió Payday Productions y los derechos cinematográficos de Payday en julio de 2015. La compañía adquirió el motor de juego Valhalla en desarrollo, una plataforma lista para VR, en 2015 por alrededor de 73 millones de coronas, que se planeó usar para todos sus juegos posteriores.
En febrero de 2016, Starbreeze anunció que publicaría Dead by Daylight, un videojuego de terror de supervivencia multijugador asimétrico desarrollado por Behavior Interactive. En mayo de ese año, 505 Games anunció que había vendido la franquicia Payday y la propiedad intelectual a Starbreeze a cambio de 30 millones de dólares en acciones. Starbreeze también anunció que habían adquirido el nombre y las franquicias de Cinemaware un día después. El 16 de diciembre de 2016, la empresa adquirió una participación mayoritaria del 90,5 % en Dhruva Interactive, con sede en la India, a un precio de 8,5 millones de dólares.
El equipo central de Starbreeze también recibió una inversión del editor coreano Smilegate para desarrollar un nuevo juego cooperativo en primera persona dentro del universo Crossfire. El estudio se comprometió en dos inversiones separadas de "solo publicación" para ayudar a publicar Psychonauts 2 y System Shock 2 por $8 y $12 millones, respectivamente. En ambos casos, los respectivos desarrolladores, Double Fine Productions y OtherSide Entertainment, retienen todos los derechos de propiedad intelectual, mientras que Starbreeze busca la recuperación total de su inversión y una pequeña cantidad más de los ingresos, luego de lo cual comparten más ingresos con los desarrolladores.
Starbreeze también publicó John Wick Chronicles, un videojuego de John Wick desarrollado por WEVR y Grab para plataformas de realidad virtual, lanzado en febrero de 2017. En octubre de 2017, Starbeeze vendió una participación mayoritaria del 66,7 % en StarVR Corporation a Acer Inc.

### Problemas económicos y reestructuración (2018-presente)
Tras su anuncio en 2015, Starbreeze había puesto un gran énfasis en OTWD para apoyar financieramente a la empresa junto con Storm, que se fusionó con Cold Mercury de Starbreeze. Sin embargo, el desarrollo de OTWD sufrió varios retrasos. Con la adquisición del motor Valhalla, OTWD se cambió del motor Diesel al motor Valhalla, lo que resultó extremadamente problemático para trabajar y retrasó la ventana de lanzamiento de 2016 a 2017. A principios de 2017, los desarrolladores estaban todavía luchando con Valhalla, y se tomó la decisión de desechar los dos años anteriores de trabajo y reiniciar el desarrollo de nuevo en el Unreal Engine, mientras que retrasa aún más el juego hasta 2018. Problemas relacionados con la microgestión, "tiempo crítico" para sacar el juego sin más demoras y dificultades de una parte significativa del personal de Starbreeze y Overkill para aprender Unreal condujo a que el juego se apresurara a completarse. El lanzamiento de OTWD para computadoras personales en noviembre de 2018 recibió críticas mixtas de los críticos y tuvo un desempeño comercial inferior, con solo alrededor de 100,000 unidades vendidas. Para febrero de 2019, Skybound Entertainment retiró su contrato de licencia para OTWDpor el hecho de que el juego no cumplió con los estándares esperados y los requisitos de calidad, deteniendo oficialmente el desarrollo adicional de la versión de Windows y cancelando los puertos de la consola.
El fracaso de OTWD llevó a Starbreeze a solicitar la reconstrucción debido a la escasez de liquidez en diciembre de 2018. Starbreeze también detuvo el trabajo de desarrollo en curso para Payday 2 durante este período.
El director ejecutivo Bo Andersson renunció después de solicitar la reconstrucción, y Mikael Nermark lo reemplazó como director ejecutivo interino. Bo Andersson junto con Kristofer Arwin también renunciaron a la Junta Directiva. La crisis financiera de Starbreeze llamó la atención de la Autoridad Sueca de Delitos Económicos, ya que a mediados de noviembre de 2018, Bo Andersson había vendido sus acciones de Starbreeze por alrededor de 18,6 millones de coronas, antes del anuncio de dificultades financieras de Starbreeze. Tras el anuncio de reconstrucción de Starbreeze, la Autoridad de Delitos Económicos allanó varios lugares, incluida la sede de Starbreeze relacionada con el tráfico de información privilegiada. Andersson fue detenido, pero luego fue liberado y absuelto de cualquier cargo, ya que se descubrió que su banco Carnegie Investment Bank había presionado a Andersson para que vendiera las acciones. Sebastian Ahlskog, ex director financiero de la empresa, fue condenado por cargos de tráfico de información privilegiada en febrero de 2020 y recibió una multa de aproximadamente 700 000 kr. Sin embargo, Ahlskog fue posteriormente absuelto de esta condena en apelación en septiembre de 2021.
A raíz de esta investigación, la situación financiera de Starbreeze se volvió grave y, en mayo de 2019, las propias estimaciones del estudio indicaban que carecía de fondos suficientes para continuar operando durante el próximo año. Durante este período, el estudio solicitó dos prórrogas separadas de tres meses para completar su reestructuración corporativa. Starbreeze se deshizo de varios estudios y juegos. OtherSide Entertainment compró los derechos de publicación de System Shock 3 en febrero de 2019, mientras que Mohawk Games volvió a adquirir los derechos de publicación por 10 Crowns en abril. En mayo de 2019, Starbreeze vendió su parte de Dhruva Interactive a Rockstar Games por US$7,9 millones, que posteriormente fusionó Dhurva en su estudio Rockstar India. Starbreeze despidió alrededor de 60 puestos, aproximadamente el 25% de su personal, como medidas adicionales de ahorro de costos en junio de 2019. El mismo mes, Starbreeze vendió los derechos de publicación de Psychonauts 2 a Microsoft por $8 millones. Se presentó y aprobó una tercera prórroga en septiembre de 2019, que venció el 3 de diciembre de 2019.
Starbreeze anunció en octubre de 2019 que, para resolver su situación financiera, se dividirán en dos nuevas empresas: New Starbreeze Publishing AB y New Starbreeze Studios AB. La mayoría de los activos de Starbreeze, principalmente los derechos de propiedad intelectual de Payday , residirán en el brazo editorial. Suponiendo que se acepte el acuerdo financiero, la compañía planea centrarse en el lanzamiento de Payday 3 para 2022-2023, que será su principal generador de ingresos. La compañía también comenzó un desarrollo renovado en Payday 2para crear nuevo contenido descargable, pero declaró que sería para la compra, y se disculpó por incumplir su garantía de "contenido gratuito para siempre" que habían hecho algunos años antes, con planes de utilizar los ingresos para ayudar a las finanzas de la empresa.
La reestructuración de Starbreeze se completó y aprobó los tribunales en diciembre de 2019, aproximadamente un año después de que se plantearan las primeras preocupaciones financieras. Las pérdidas netas para el año de la reestructuración se estimaron en unos 12 millones de dólares estadounidenses. En su informe financiero publicado en febrero de 2020 que cubre esta reestructuración, Starbreeze declaró que actualmente dependían principalmente de las ventas de contenido de Payday 2 para obtener ingresos y reafirmó su intención de lanzar Payday 3 en un futuro cercano para un mayor crecimiento.
La editorial italiana Digital Bros (que también es propietaria de la editorial 505 Games de Payday 2), anunció en enero de 2020 su intención de adquirir los activos de Starbreeze en ese momento en manos de Smilegate por unos 21,2 millones de dólares. Si bien Digital Bros era el accionista mayoritario de Starbreeze, la adquisición de la participación de Smilegate en Starbreeze le daría a Digital Bros más control sobre la estrategia de desarrollo de Starbreeze. En marzo de 2020, Mats Juhl fue nombrado director financiero de Starbreeze, en sustitución de Claes Wenthzel.
Starbreeze anunció en octubre de 2020 que Mikael Nermark había dimitido como director ejecutivo de Starbreeze AB con efecto inmediato por motivos personales. La junta directiva de Starbreeze nombró a Tobias Sjögren como director general interino e inició un proceso de búsqueda. En marzo de 2021, Tobias Sjögren fue nombrado director ejecutivo permanente de Starbreeze.
Starbreeze firmó un acuerdo de publicación de 50 millones de euros con Koch Media en marzo de 2021 que financió completamente el resto del desarrollo, la publicación y el soporte posterior al lanzamiento de Payday 3, con el juego previsto para su lanzamiento en 2023.

## Videojuegos

### Videojuegos desarrollados
| Año           | Título                                             | Distribuidor                  | Plataforma(s) | Plataforma(s) | Plataforma(s) | Plataforma(s) | Plataforma(s) | Plataforma(s) | Plataforma(s) | Plataforma(s) |
| Año           | Título                                             | Distribuidor                  | PS2           | Xbox          | PC            | GC            | X360          | PS3           | X1            | PS4           |
| ------------- | -------------------------------------------------- | ----------------------------- | ------------- | ------------- | ------------- | ------------- | ------------- | ------------- | ------------- | ------------- |
| 2000          | The Outforce                                       | Strategy First                | No            | No            | Sí            | No            | No            | No            | No            | No            |
| 2002          | Enclave                                            | Conspiracy Entertainment      | No            | Sí            | Sí            | No            | No            | No            | No            | No            |
| 2003          | Knights of the Temple: Infernal Crusade            | TDK Mediactive                | Sí            | Sí            | Sí            | Sí            | No            | No            | No            | No            |
| 2004          | The Chronicles of Riddick: Escape from Butcher Bay | Vivendi Games                 | No            | Sí            | No            | No            | No            | No            | No            | No            |
| 2007          | The Darkness                                       | 2K Games                      | No            | No            | No            | No            | Sí            | Sí            | No            | No            |
| 2009          | The Chronicles of Riddick: Assault on Dark Athena  | Atari Inc.                    | No            | No            | Sí            | No            | Sí            | Sí            | No            | No            |
| 2012          | Syndicate                                          | Electronic Arts               | No            | No            | Sí            | No            | Sí            | Sí            | No            | No            |
| 2013          | Brothers: A Tale of Two Sons                       | 505 Games                     | No            | No            | Sí            | No            | Sí            | Sí            | Sí            | Sí            |
| 2013          | Payday 2                                           | 505 Games                     | No            | No            | Sí            | No            | Sí            | Sí            | Sí            | Sí            |
| 2018          | Overkill's The Walking Dead                        | Starbreeze Studios, 505 Games | No            | No            | Sí            | No            | No            | No            | Cancelado     | Cancelado     |
| Notas1. 2. 3. |                                                    |                               |               |               |               |               |               |               |               |               |

### Videojuegos publicados
| Año           | Título               | Desarrollador                                                 | Plataforma(s) | Plataforma(s) | Plataforma(s) |
| Año           | Título               | Desarrollador                                                 | PC            | X1            | PS4           |
| ------------- | -------------------- | ------------------------------------------------------------- | ------------- | ------------- | ------------- |
| 2016          | Dead by Daylight     | Behaviour Interactive                                         | Sí            | Sí            | Sí            |
| 2017          | John Wick Chronicles | Starbreeze Studios, Grab Games, GamecoStudios, Big Red Button | Sí            | No            | No            |
| 2017          | Antisphere           | Soap Interactive, Lion Game Lion                              | Sí            | No            | No            |
| 2017          | Raid: World War II   | Lion Game Lion                                                | Sí            | Sí            | Sí            |
| 2018          | Ape-X VR             | LuckyHammers                                                  | Sí            | No            | No            |
| 2018          | Inked                | Somnium Games                                                 | Sí            | No            | No            |
| Notas1. 2. 3. |                      |                                                               |               |               |               |